# Rudolf Revay

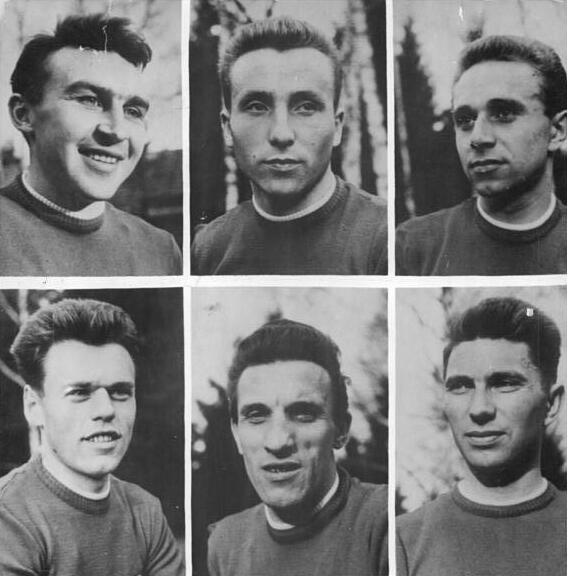
Josef Krivka, Jan Malten, Zdeněk Hasman, Miroslav Mareš, Walter Renner, Rudolf Revay

Rudolf Revay (* 1932) ist ein ehemaliger tschechoslowakischer Radrennfahrer und nationaler Meister im Radsport.

## Sportliche Laufbahn
Revay gewann 1958 und 1960 das Rennen Prag–Karlovy Vary–Prag, das längste und traditionsreichste Eintagesrennen in der Tschechoslowakei. 1958 gewann er eine Etappe der Slowakei-Rundfahrt und wurde hinter dem Sieger Walter Renner Dritter im Endklassement. 1960 wurde er Zweiter in diesem Etappenrennen hinter Antal Megyerdi. Zweimal startete er in der Internationalen Friedensfahrt, 1960 wurde er 19., 1961 21. der Gesamteinzelwertung.